# جاستن براون
جاستن براون (بالإنجليزية: Justin Braun)‏ هو لاعب هوكي الجليد أمريكي، ولد في 10 فبراير 1987 في فادنايس هايتس في الولايات المتحدة.

## وصلات خارجية
- جاستن براون على موقع دوري الهوكي الوطني (الإنجليزية)
- جاستن براون على موقع EliteProspects.com (الإنجليزية)
- جاستن براون على موقع Eurohockey.com (الإنجليزية)
- جاستن براون على موقع HockeyDB.com (الإنجليزية)
- جاستن براون على موقع Hockey-Reference.com (الإنجليزية)

لم يتم العثور على روابط لمواقع التواصل الاجتماعي.